# 柳原水閘
座標: 北緯35度45分07秒 東経139度53分31秒 / 北緯35.751987度 東経139.891995度

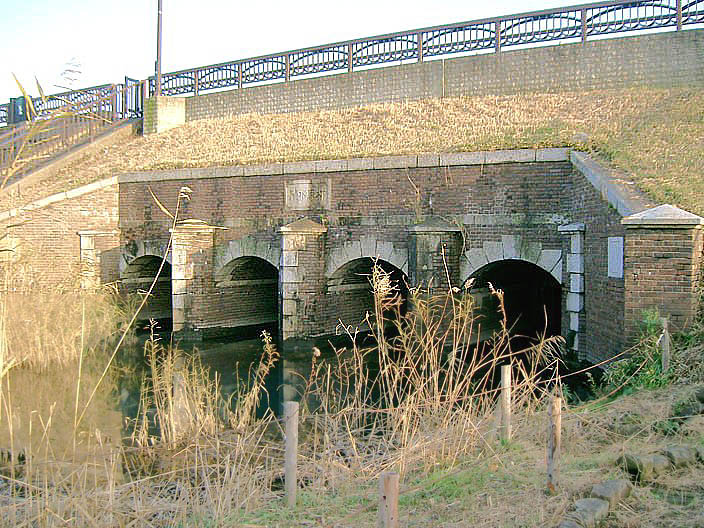
柳原水閘

柳原水閘 （やなぎはらすいこう）は、千葉県松戸市にある河川の水門である。

## 概要
江戸川流域坂川の治水を目的として、1904年（明治37年）に坂川普通水利組合によって設けられた、四連アーチ構造の美しい煉瓦造りである。
大きさは、河川横断方向に17メートル、河川縦断方向に13メートル。材質はアーチ部分が煉瓦および石造り、橋脚部分が石造りである。設計は鬼怒川水力電気事業や京浜運河工事の設計を手がけた技師・井上二郎（1873年生まれ）が行った。
現在は水閘としては使用されていないが、文化財として保存されている。1995年松戸市指定文化財に指定、2004年100周年記念式典とともに土木学会選奨土木遺産に認定、2007年経済産業省によって近代化産業遺産に認定された。
直線距離で約500m離れた場所に、栗山配水塔（2006年土木学会選奨土木遺産認定）がある。

### 諸元
- 構造　四連アーチ
- 河川横断方向　17メートル
- 河川縦断方向　13メートル
- 材質
  - アーチ部　煉瓦造、石造
  - 脚部　石造

## 沿革
- 1904年 - 竣工
- 1995年 - 松戸市指定文化財に指定
- 2004年 - 100周年記念式典、土木学会選奨土木遺産に認定
- 2007年 - 経済産業省・近代化産業遺産に認定

## 所在地・交通
- 千葉県松戸市下矢切1397
- 交通
  - 北総鉄道矢切駅より徒歩約20分
  - JR常磐線、京成松戸線松戸駅西口より京成バス市川線[松11]市川駅行きに乗車、「栗山」停留所下車徒歩約15分
- 周辺の散歩コースによっては長い坂道もある。

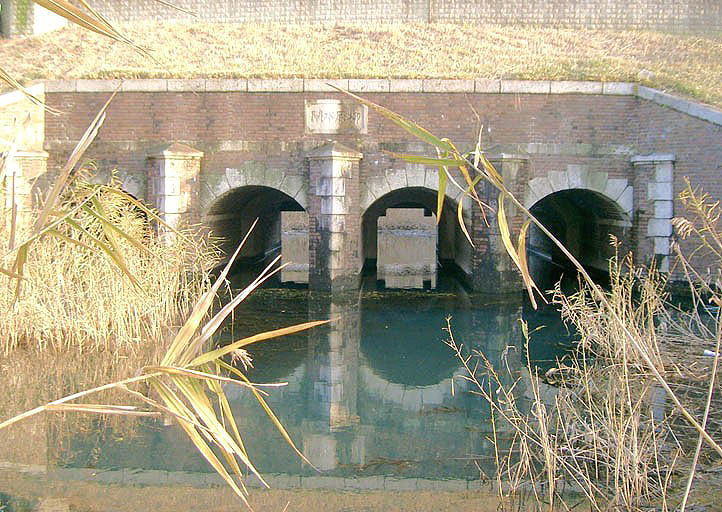
正面より
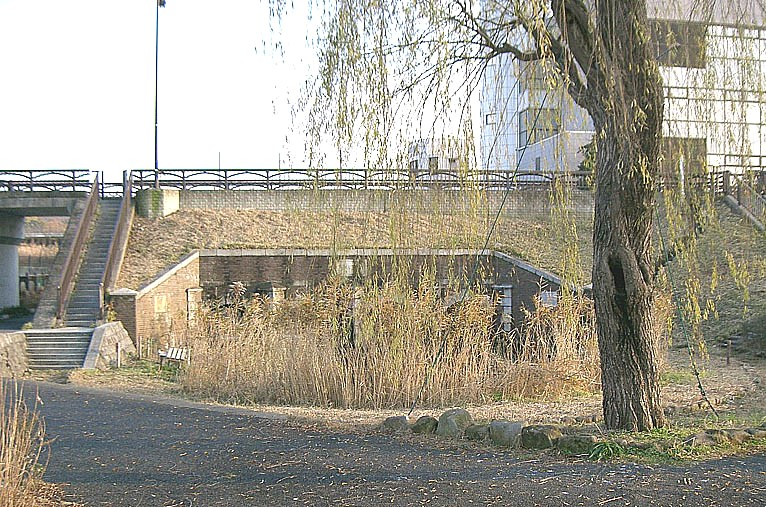
現在、水閘の上は自動車が通れる道路になっている。